# Школа Нотр-Дам
Школа Нотр-Дам (по названию кафедрального собора Нотр-Дам в Париже), в современной истории музыки — обозначение церковных музыкантов в Париже в эпоху высокого средневековья (приблизительно между 1150 и 1250 годами), связанных жанрово-стилевой и композиционно-технической общностью.
Главный источник музыки школы Нотр-Дам — «Большая книга органума» (Magnus liber organi) — сборник, содержащий более 1000 различных музыкальных сочинений. Наиболее значительны многоголосные органумы (и связанные с ними клаузулы),  кондукты и мотеты,— они же составляют основную ценность музыки Арс антиква. Исторические (современные эпохе) свидетельства о школе Нотр-Дам скудны и черпаются, главным образом, из позднейшего (1270-80) английского анонимного трактата, автор которого в науке обозначается как «Аноним IV» (Кусмакера). Подавляющее большинство композиций школы Нотр-Дам анонимно; известны лишь имена выдающихся композиторов Леонина и его последователя Перотина. Профессиональная, насыщенная творческими экспериментами деятельность музыкантов школы Нотр-Дам заложила фундамент европейской гармонии, полифонии и ритмики на несколько столетий, вплоть до окончания эпохи Ренессанса.
В XX веке влияние техники композиции (монотония повторяющихся ритмических моделей, протяжённые органные пункты и педали) школы Нотр-Дам испытали минималисты Арво Пярт (в ранних сочинениях) и Стив Райх.